# Won't Look Back
Won't Look Back (literalmente Não olharei para trás em português) é uma canção de 2014 do DJ britânico Duke Dumont. A canção foi escrita e produzida por Duke Dumont e Jax Jones, que foi coescrito por Naomi Miller e apresenta vocais sem créditos de Yolanda Quartey. A canção foi lançada no domingo de 31 de agosto de 2014 no iTunes. Está incluída em seu EP EP1, que foi lançado na América do Norte.

## Desempenho nas paradas
| Parada (2014)                                     | Melhor posição |
| ------------------------------------------------- | -------------- |
| Austrália (ARIA)                                  | 37             |
| Bélgica (Ultratip Bubbling Under de Flandres)     | 4              |
| Bélgica (Ultratip Bubbling Under da Valônia)      | 8              |
| França (SNEP)                                     | 180            |
| O campo songid é OBRIGATÓRIO PARA PARADA ALEMÃ    | 41             |
| Hungria (Dance Top 40)                            | 19             |
| Hungria (Rádiós Top 40)                           | 2              |
| Polónia (Dance Top 50)                            | 10             |
| Escócia (Scottish Singles Chart)                  | 3              |
| Suíça (Schweizer Hitparade)                       | 60             |
| Reino Unido (UK Singles Chart)                    | 2              |
| Reino Unido (UK Dance Chart)                      | 2              |
| Estados Unidos (Billboard Dance/Electronic Songs) | 19             |
| Estados Unidos (Billboard Dance Club Songs)       | 1              |